# Vera Stein
Vera Stein (* 1958 in La Paz, Bolivien als Waltraud Storck) ist eine deutsche Buchautorin, die aufgrund von Fehldiagnosen jahrelang gegen ihren Willen in psychiatrischen Anstalten festgehalten wurde.

## Leben
Vera Stein wurde ab 1974 ohne hinreichende Diagnose und gegen ihren Willen jahrelang in psychiatrischen Anstalten (Uniklinik Frankfurt, Klinik Dr. Heines in Bremen) festgehalten und mit Psychopharmaka behandelt. Dabei wurden offenbar normales pubertäres Verhalten und die Spätfolgen einer Polio-Infektion fahrlässig als hebephrene Schizophrenie fehldiagnostiziert. Die Familie und hier insbesondere der Vater waren treibende Kraft bei den vielen stationären Zwangseinweisungen zwischen 1974 und 1979, auch nach erreichter Volljährigkeit der Patientin, die mehrere Fluchtversuche unternahm.
1993 schrieb sie unter dem Pseudonym Vera Stein ihr erstes Buch über ihre Psychiatrie-Erfahrungen, vier weitere folgten.

„Mein Fall zeigt, wie es Menschen ergehen kann, denen das Wertvollste, nämlich ihre Gesundheit, genommen worden ist, gegen welche zusätzlichen Belastungen sie sich zur Wehr setzen müssen, um trotz ihrer Schädigung ein einigermaßen menschenwürdiges Leben führen zu können.“

Im Jahr 2005 hatte sie Erfolg mit einer Klage vor dem Europäischen Gerichtshof für Menschenrechte in Straßburg. Der Gerichtshof stellte hinsichtlich ihres Aufenthalts in der privaten Klinik Dr. Heines vom 29. Juli 1977 bis zum 5. April 1979 eine Verletzung von Artikel 5 Abs. 1 (Recht auf Freiheit und Sicherheit) sowie Artikel 8 (Recht auf Achtung des Privat- und Familienlebens) der Europäischen Menschenrechtskonvention fest, für den die Bundesrepublik Deutschland verantwortlich sei. Auf Veranlassung ihres Vaters gegen ihren Willen und ohne richterliche Anordnung in einer geschlossenen Abteilung der Klinik untergebracht, sei sie nach Entweichung am 4. März 1979 von der Polizei dorthin zurückgebracht worden; die Zurückweisung ihrer diesbezüglichen Schadenersatzforderungen gegen die Klinik durch die Justiz habe Artikel 5 nicht genügend berücksichtigt und dadurch ebenfalls verletzt. Die Bundesrepublik Deutschland wurde zu 75.000 Euro Schadenersatz verurteilt.

## Werke
- Mit dem Rücken zur Wand. Ein Ratgeber – So setze ich mein Recht im Arzthaftungsprozess durch! VAS Verlag für Akademische Schriften, Frankfurt am Main 2012, ISBN 978-3-88864-479-5
- Diagnose „unzurechnungsfähig“. VAS Verlag für Akademische Schriften, Frankfurt am Main 2006, ISBN 978-3-88864-408-5
- Trotzdem. Behindert ist man nicht – behindert wird man. Schardt Verlag, Oldenburg 2006, ISBN 978-3-89841-237-7
- Menschenfalle Psychiatrie: mit 14 Jahren weggesperrt – der mutige Neustart einer von Ärzten als ‚irrsinnig‘ abgestempelten Frau. Karl F. Haug Verlag, Heidelberg 2000, ISBN 3-8304-2030-7
- Abwesenheitswelten: meine Wege durch die Psychiatrie. 3. Auflage. Narr Francke Attempto Verlag, Tübingen 2005, ISBN 978-3-89308-380-0, zuerst erschienen 1996